# Ralf Bendix
Pour les articles homonymes, voir Bendix.
Ralf Bendix (né Karl Heinz Schwab le 16 août 1924 à Dortmund - décédé le 1er septembre 2014) est un ancien chanteur de schlager allemand.

## Succès
(Titre, année, classement en Allemagne)
- Sie hieß Mary Ann, 1956, 2.
- Minne Minne Haha, 1956, 8.
- Buona sera, 1958, 5.
- Bambina, 1958, 8.
- Come prima, 1958, 5.
- Weit von Alaska, Soundtrack 1960 (Im Land der 1000 Abenteuer/North To Alaska)
- Treck nach Idaho (orig. Ring Of Fire)
- Babysitter-Boogie, 1961, 1. (*)
- Striptease-Susi, 1962, 9.

## Albums
- 1958: Auf Wiedersehen (Capitol 10197)
- 1965: singt Evergreens (Volksplatte 6040)
- 1973: Vergiß nicht zu lächeln (Hör Zu 313)
- 1974: Western Party (Hör Zu 419)
- 1981: singt Rock'n'Roll (Bear Family 15078)
- 1996: Durch die Jahre (Bear Family 15795)